# Witwanggrondgors
De witwanggrondgors (Melozone biarcuata) is een zangvogel uit de familie van de Amerikaanse gorzen.

## Verspreiding en leefgebied
Deze soort telt 2 ondersoorten:
- M. b. hartwegi: zuidelijk Mexico.
- M. b. biarcuata: Guatemala, Honduras en El Salvador.